# Early hardcore
Early hardcore, znany też jako early gabber – jeden z najcięższych podgatunków muzyki elektronicznej, wywodzący się bezpośrednio z muzyki gabber, de facto stanowiąc kontynuację muzyki gabber.

## Historia
Pod koniec lat 90./na początku lat 00., gabber mocno utracił na znaczeniu, kiedy to znany muzyk hardcore The Prophet, zaczął eksperymentować ze swoimi brzmieniami spowalniając je, w wyniku tego powstał hardstyle. Za Prophet'em poszli inni muzyzycy tego gatunku, spychając go coraz bardziej na margines. W wyniku tych zmian, gabber ewoluował, zyskał wolniejsze brzmienie (około 170 BPM) i został nazwany nu style gabber. Wiele osób mających styczność z hardcore, uważa iż gatunek poszedł w złą stronę i został skomercjalizowany.
W świadomości fanów hardcore, wciąż odczuwa się pewną nostalgię za tym stylem muzycznym. Od lat 00. można zauważyć pewien powrót do czasów świetności gatunku, który został nazwany Early hardcore.

## Nazewnictwo
Najczęściej podgatunek ten, nazywa się po prostu hardcore/gabber, ponieważ teoretycznie stanowi jego kontynuację. Dla odróżnienia od innych podgatunków jest nazywany naprzemiennie early hardcore/early gabber żeby podkreślić, iż utwory są w klasycznym stylu.